# WCDMA
WCDMA (wideband code-division multiple access) – technika związana z dostępem do sieci radiowej stosowana w sieciach komórkowych budowanych w standardzie UMTS. Jej specyfikacja opublikowana w 1999 roku stała się podstawą do budowy wielu sieci, które umożliwiały osiągnięcie przepływności danych na poziomie 384 kbit/s (uwzględniona w tej specyfikacji opcja 2 Mb/s nigdy nie została zaimplementowana). Obecnie w wielu sieciach UMTS, na bazie interfejsu WCDMA wprowadza się technikę high-speed packet access (HSPA), która oferuje użytkownikom transfer danych z maksymalną teoretyczną przepływnością 21,6 Mb/s w stronę terminala i 5,6 Mb/s w stronę stacji bazowej (obecnie tylko niektóre sieci oferują taki transfer).
Główna idea techniki WCDMA związana jest z użyciem wspólnego kanału transmisyjnego o szerokości 5 MHz dla wielu jednoczesnych transmisji (które są rozpraszane w całym, około pięciomegahercowym paśmie). Dla potrzeb komunikacji operator musi zdefiniować dwa takie zakresy częstotliwości – jeden do transmisji z terminali do stacji bazowej (uplink), drugie dla transmisji ze stacji bazowej w kierunku terminali (downlink) (jeśli operator jest w posiadaniu odpowiednio dużego zakresu częstotliwości, może zdefiniować więcej takich par).
Dostęp do sieci radiowej na bazie techniki WCDMA został w roku 1998 zgłoszony przez Europejski Instytut Norm Telekomunikacyjnych (ETSI) jako propozycja do rodziny systemów 3G (IMT-2000) definiowanej przez Międzynarodowy Związek Telekomunikacyjny (ITU). Od roku 1999 specyfikacje rozwijane są przez 3rd Generation Partnership Project (3GPP). Pierwsza sieć komórkowa (FOMA) używająca techniki WCDMA została zbudowana w roku 2001 przez operatora NTT docomo. W drugim kwartale 2009 roku technika ta była wdrożona w 290 sieciach w 120 krajach, dzięki czemu jest to najpopularniejsze rozwiązanie stosowane w sieciach trzeciej generacji.
Pojęcie WCDMA stosuje się także jako nazwę standardu sieci komórkowych (sieci WCDMA), które umożliwiają transmisję dzięki użyciu tej techniki.

## Użycie terminu WCDMA i pochodnych

### Etymologia terminu WCDMA
Technika WCDMA zapewnia poszczególnym terminalom jednoczesny dostęp do medium transmisyjnego dzięki rozproszeniu wszystkich transmisji na wspólne pasmo częstotliwości. Poszczególne transmisje są przetwarzane za pomocą przyznanych im kodów, które umożliwiają odbiornikowi nasłuchującemu na wspólnym kanale radiowym wyodrębnienie danych pochodzących od konkretnego terminala. Metoda ta nazywa się „wielodostępem z podziałem kodowym”. Pierwszym komercyjnie wdrożonym systemem telefonii komórkowej używającym tej metody był standard cdmaOne. W sieciach radiowych, które go stosowały, poszczególne transmisje rozpraszane były na wspólne pasmo o szerokości 1,25 MHz. W porównaniu z tym rozwiązaniem technika WCDMA umożliwia rozpraszanie transmisji na znacznie szersze pasmo (około 5 MHz), co znalazło odzwierciedlenie w nazwie: wideband (szerokopasmowy).

### Znaczenie terminu w zależności od kontekstu w jakim został użyty

Standard UMTS został opracowany jako kompletny system telefonii komórkowej. Jego specyfikacje opisują sieć radiową, sieć szkieletową oraz interfejs do warstwy aplikacji oferującej usługi dodane. Częścią tego standardu są techniki umożliwiające przesyłanie danych pomiędzy terminalem a siecią radiową. Europejski Instytut Norm Telekomunikacyjnych zaproponował dwie techniki: WCDMA i TD-CDMA, chiński instytut standaryzacyjny CWTS kolejną – TD-SCDMA.
Pierwotnym znaczeniem terminu WCDMA jest technika, sposób w jaki terminale i sieć radiowa komunikują się ze sobą (i to właśnie jest tematem artykułu). Przez pierwsze lata po opublikowaniu specyfikacji, wszystkie sieci UMTS używały techniki WCDMA (również obecnie, wdrożenia techniki TD-CDMA i TD-SCDMA są stosunkowo nieliczne). Termin sieci WCDMA stał się więc synonimem nazwy UMTS.
Innym źródłem niejasności związanych z wykorzystaniem terminu WCDMA, są implementacje techniki HSDPA i pokrewnych, które służą polepszeniu transferu danych w sieciach UMTS. Pierwsze specyfikacje standardu UMTS opublikowane przez konsorcjum 3GPP były oznaczone jako Release 99. Technika WCDMA opisana przez nie, określana jest jako WCDMA Release99 lub WCDMA R99. Umożliwia ona między innymi rozmowy, przesyłanie SMSów oraz danych z przepływnością 384 kbit/s lub 2Mb/s. Ta druga opcja nigdy nie została zaimplementowana, ponieważ w międzyczasie pojawiły się nowsze wersje specyfikacji (Release 5 i późniejsze), które zawierały opis techniki HSDPA zwiększającej przepływność danych w stronę terminala. Następne wersje specyfikacji opisywały także technikę HSUPA (lepsza przepływność danych w stronę stacji bazowej).
Obie techniki były związane ze zmianami w istniejącym interfejsie radiowym, działającym dzięki technikom dostępu do sieci, stosowanym w UMTS: WCDMA, TD-CDMA i TD-SCDMA. Ponieważ zdecydowana większość sieci UMTS używa techniki WCDMA, techniki HSDPA i HSUPA (używa się też terminu HSPA w kontekście sieci mających zaimplementowane obie techniki) są zazwyczaj rozszerzeniem/nowszą wersją techniki WCDMA.
W zależności od kontekstu termin sieci WCDMA przyjmuje różne znaczenia:
- Często używa się nazwy „sieci WCDMA” dla sieci używających WCDMA Release 99 oraz nazw typu „sieci HSDPA” (HSPA) dla sieci używających nowszej wersji interfejsu WCDMA z zaimplementowaną techniką HSDPA (i HSUPA)
- termin „sieci WCDMA” może też obejmować wszystkie sieci UMTS wykorzystujące technikę WCDMA opisaną w specyfikacjach Release 99, oraz jej późniejsze wersje wraz z techniką HSDPA (i HSUPA).

### Nazwy WCDMA i W-CDMA
W książkach, dokumentacji technicznej oraz na stronach internetowych dostawców sprzętu telekomunikacyjnego, oprócz nazwy WCDMA można spotkać też formę W-CDMA. Dokument przygotowany przez 3GPP, będący oficjalnym słownikiem terminów używanych w specyfikacjach tworzonych przez to konsorcjum, zawiera formę WCDMA i ona jest też konsekwentnie używana w tym artykule.

### Inne określenia używane dla techniki WCDMA
Międzynarodowy Związek Telekomunikacyjny (ITU) przedstawił wymagania IMT-2000 dla rodziny systemów telekomunikacyjnych, które miały zostać globalnymi standardami trzeciej generacji. Jednym z nich stał się standard UMTS wraz z techniką WCDMA. W terminologii ITU, WCDMA była określana jako IMT-2000 CDMA Direct Spread. Nazwa ta nie jest obecnie stosowana poza dokumentami i prezentacjami ITU.
Technika WCDMA jest opisana w specyfikacjach publikowanych przez konsorcjum 3GPP. Dokumenty te nie wspominają wprost o technice WCDMA, lecz o trybie, w jakim organizowany jest dostęp do sieci radiowej. Dla potrzeb transmisji w systemach UMTS dostęp może być zorganizowany na bazie dwóch zakresów częstotliwości (jeden zakres dla przesyłania danych w stronę terminali, drugi dla przesyłania danych w stronę stacji bazowej) – tzw. FDD mode – lub może wykorzystywać jeden zakres częstotliwości (w którym w różnych odcinkach czasu nadają stacja bazowa lub terminale) – tzw. TDD mode.
Do zapewnienia transmisji w trybie FDD służy technika WCDMA, a w trybie TDD wykorzystuje się techniki TD-CDMA i TD-SCDMA. Termin FDD jest używany konsekwentnie we wszystkich specyfikacjach w kontekście techniki WCDMA. Oba tryby są wykorzystywane zarówno w systemach UMTS, jak i LTE (w tym drugim systemie w trybie FDD wykorzystywana jest inna technika). Czasami, aby uniknąć niejednoznaczności, używa się pojęcia UTRA FDD dla systemu UMTS (i techniki WCDMA) oraz EUTRA FDD dla systemów LTE.

## Podstawy
Do każdej transmisji w dowolnym systemie radiowym potrzebne jest pewne pasmo częstotliwości (tzw. pasmo przenoszenia) o szerokości tym większej im większa jest przepływność danych z nią związana. Najprostszym sposobem jest przypisywanie dla poszczególnych transmisji odrębnych pasm, nie jest to jednak zbyt dobre rozwiązanie, gdyż operator nie mógłby wykorzystać optymalnie przyznanego mu pasma częstotliwości. Na terenie kontrolowanym przez stację bazową poszczególne pasma przenoszenia muszą być od siebie oddzielone (muszą być zdefiniowane na odpowiednio oddalonych od siebie częstotliwościach) ze względu na interferencje. Dodatkowym problemem jest fakt, że nawet w sąsiadujących komórkach (ang. cells) muszą być używane różne częstotliwości (na których definiowane są pasma przenoszenia), ponieważ bliskie stacje bazowe zakłócałyby nawzajem swoje transmisje. W systemie GSM problem ten rozwiązano częściowo w ten sposób, że definiuje się poszczególne pasma przenoszenia (200 kHz) większe niż jest to niezbędne dla transmisji związanej z jedną rozmową i dzieli się je na tzw. szczeliny czasowe (ang. time slots), w których nadawane są ramki danych związane z poszczególnymi transmisjami. Zrealizowana jest idea 8 szczelin, tzn. najpierw nadawana jest ramka danych związana z pierwsza rozmową (lub transmisją danych), potem z drugą, ..., siódmą, ósmą, potem znowu pierwszą itd. (w razie potrzeby dla jednej transmisji można przypisać kilka szczelin i w ten sposób zwiększyć przepływność, kosztem zajęcia zasobów radiowych).
Zupełnie inne podejście zastosowano podczas projektowania interfejsu WCDMA. Dostęp do zasobów radiowych odbywa się na bazie techniki CDMA (technika Direct Sequence Spread Spectrum). Strumień danych, który mógłby być przesyłany w pewnym wąskim pasmie przenoszenia rozprasza się za pomocą specjalnych ciągów nadawanych z przepływnością 3,84 Mczip/s na pasmo o szerokości 4,68 MHz (w praktyce definiuje się dla tego celu 5 MHzowe pasmo, aby zminimalizować interferencje z innymi transmisjami, np. odbywającymi się w sieciach innych operatorów). Ponieważ energia tego sygnału jest rozproszona w tym szerokim paśmie, można tam zmieścić także wiele innych podobnych transmisji, które musiałyby być umieszczone w osobnych pasmach przenoszenia.

Okazuje się, że technika ta umożliwia lepsze wykorzystanie zasobów radiowych, które są w posiadaniu operatora:
- gdyby dla wszystkich transmisji, które za pomocą techniki WCDMA można jednocześnie zmieścić w pasmie 5 MHz, przypisano osobne pasma przenoszenia (nawet używając dodatkowej optymalizacji związanej z techniką TDMA, opisanej powyżej dla systemu GSM) to wraz z odstępami pomiędzy sobą (koniecznymi do uniknięcia interferencji) zajęły by wspólnie szersze pasmo częstotliwości
- stacje bazowe w sąsiadujących ze sobą komórkach (ang. cells) mogą używać tych samych częstotliwości, co znacznie ułatwia planowanie sieci radiowej i umożliwia lepsze wykorzystanie zasobów radiowych operatorów
- interfejs WCDMA zapewnia lepszą odporność na zakłócenia (związane z szumem termicznym i interferencjami) niż rozwiązania stosowane w GSM. Możliwe jest zapewnienie odpowiedniej jakości przy nadawaniu sygnału z mniejsza mocą. Np. dla połączeń głosowych w sieciach WCDMA stosunek mocy sygnału (E) do mocy szumu termicznego (N) może być na poziomie 5 dB. W GSM współczynnik E/N musi być utrzymywany na poziomie 9–12 dB.

## Rozwój standardu

### Historia powstania standardu WCDMA
|  |  | Poniżej przedstawiono podstawowe fakty związane z powstaniem i rozwojem WCDMA. Jeśli chcesz wiedzieć więcej na ten temat, zapoznaj się z artykułem Historia powstania standardu WCDMA. |

Prace nad techniką WCDMA były w latach 90. XX wieku prowadzone przez instytuty standaryzacyjne w różnych częściach świata. Europejski Instytut Norm Telekomunikacyjnych (ETSI) prowadził badania nad dostępem radiowym w sieciach, które miały być budowane w standardzie UMTS, w Japonii wyniki prac rozpoczęte w laboratoriach operatora NTT DoCoMo zostały zatwierdzone jako propozycja dla ogólnokrajowego standardu i kontynuowane przez instytut ARIB. W USA (instytut T1P1) oraz w Korei Południowej (instytut TTA) rozwijano kilka wariantów związanych z dostępem do sieci radiowej trzeciej generacji, a jednym z nich był właśnie WCDMA.
Koncepcje związane z tym interfejsem radiowym były podobne, w dodatku poszczególne instytuty harmonizowały swoje działania. Utworzony pod koniec 1998 roku instytut standaryzacyjny 3GPP (3rd Generation Partnership Project) (jego członkami stały się instytuty mające wpływ na rynek amerykański, europejski i azjatycki) opublikował w marcu 2000 pierwsze specyfikacje globalnej wersji tego standardu (tzw. Release 99), które stała się podstawą do tworzenia sieci komórkowych UMTS na całym świecie. Pierwszym operatorem, który wdrożył w swojej sieci technikę WCDMA był japoński NTT DoCoMo. Gdy utworzono konsorcjum 3GPP, nie czekał na oficjalne zakończenie prac nad pierwszym zbiorem specyfikacji (Release 99), który miał się stać podstawą do komercyjnych wdrożeń. Do budowy sieci, użył własnych specyfikacji opierających się na wersjach specyfikacji 3GPP, które nie były jeszcze oficjalnym opisem standardu (tzw. pre-finalized Release 99). W październiku 2001 uruchomiona przez niego sieć FOMA („Freedom of Mobile Multimedia Access”) zaczęła oferować komercyjne usługi na bazie interfejsu WCDMA. NTT DoCoMo zobowiązał się do stopniowego dostosowania swojej sieci do globalnego standardu i w połowie roku 2005 operator ogłosił pełną kompatybilność należącej do niego sieci radiowej ze standardem rozwijanym przez 3GPP. W Europie, pierwsze usługi na bazie interfejsu WCDMA zostały uruchomione w październiku 2002 przez Mobilkom Austria. W lipcu 2004 pierwsza komercyjnie dostępna sieć została uruchomiona w USA przez operatora AT&T.
3GPP cały czas rozwija specyfikacje związane ze standardem UMTS oraz wykorzystywaną przez niego techniką WCDMA. W 2002 roku uwzględniono funkcjonalność HSDPA (wydajniejszy transfer danych w stronę użytkownika), w 2004 HSUPA (szybszy transfer w kierunku sieci). W późniejszych latach dodano możliwość transferu danych z dwóch anten (technika MIMO), oraz bardziej wydajne sposoby modulacji sygnału, co przesuwa teoretyczną, maksymalna granicę przepływności danych w kierunku użytkownika do 42 Mbit/s.

### Obecna sytuacja WCDMA na tle rynku telekomunikacyjnego
W 2009 roku aktywnych było 4,3 mld subskrypcji na usługi świadczone na bazie telefonii komórkowej. Około 380 mln (ok. 9% wszystkich) subskrypcji umożliwiało korzystanie z sieci, w których używa się techniki WCDMA (w ciągu roku zanotowano dynamiczny wzrost o ok. 138 mln subskrypcji (58%)).
Obecnie większość sieci bazuje na systemach drugiej generacji, niemniej podlegają one ciągłej modernizacji i ewoluują do standardów 3G oferujących lepszy transfer danych oraz większą pojemność sieci radiowej (większa liczba użytkowników może jednocześnie zestawiać połączenia). Wśród systemów trzeciej generacji, WCDMA jest najczęściej wybieraną techniką, która zapewnia dostęp do sieci radiowej (ok. 290 sieci w 120 krajach co stanowi 73% sieci 3G).
Jednym z powodów dominacji techniki WCDMA w tym segmencie rynku, jest synchronizacja prac nad standardami GSM i UMTS (specyfikacje obu systemów rozwijane są przez 3GPP). Oba rodzaje sieci komórkowych mogą korzystać ze wspólnej sieci szkieletowej. Operatorzy posiadający już sieci GSM, mogą na ich bazie wdrażać UMTS podłączając powstającą sieć radiową wykorzystującą WCDMA do istniejącej już infrastruktury teleinformatycznej. Sieci radiowe wykorzystywane w GSM i UMTS mogą ze sobą współdziałać:
możliwy jest handover – czyli płynne przejście pomiędzy obiema rodzajami sieci podczas rozmowy bez zerwania połączenia oraz roaming – korzystanie z obcej sieci GSM, w sytuacji gdy jest się poza zasięgiem własnej sieci UMTS. Obecnie GSM jest najpopularniejszym standardem telefonii komórkowej (około 80% wszystkich aktywnych subskrypcji na całym świecie). Konsorcjum 3GPP przygotowuje też specyfikacje standardu LTE (Long Term Evolution), który ma szanse stać się globalnym standardem telefonii czwartej generacji. W tym przypadku również przewidziana jest współpraca pomiędzy UMTS a nowym rodzajem sieci, co dodatkowo wskazuje na interfejs radiowy WCDMA jako logiczny element ewolucji sieci należących do większości operatorów.
Innym ważnym argumentem jest tzw. efekt skali. Około 20 lat prac badawczych, około 10 lat podczas których wdrożono niemal 300 sieci wykorzystujących interfejs WCDMA sprawiło, że bardzo rozwinął się rynek dostawców infrastruktury wspierających tę technikę. WCDMA jako rozwiązanie stało się dojrzałe technicznie i stabilne, a dzięki masowej skali produkcji, koszty infrastruktury sieciowej oraz terminali mogły być obniżone.
Dostawcy infrastruktury telekomunikacyjnej, oferują także kilka innych, konkurencyjnych w stosunku do WCDMA rozwiązań:
- systemy z rodziny CDMA2000 działające głównie w Ameryce i Azji (popularne dzięki kompatybilności z wykorzystywanymi tam wcześniej sieciami cdmaOne). Wśród 4 największych sieci komórkowych w USA[10], dwie (operatorzy Verizon Wireless i Sprint Nextel) zbudowane są bazie standardu CDMA2000, a dwie (operatorzy AT&T Mobility i T-Mobile USA) używają techniki WCDMA.
- interfejs radiowy TD-SCDMA, który został zaproponowany przez chiński instytut standaryzacyjny (CATT) jako alternatywna dla WCDMA metoda dostępu w sieciach UMTS. W samych Chinach największy operator (China Mobile) wdraża w swojej sieci tę technikę, ale jego dwaj najwięksi konkurenci (China Unicom i China Telecom) używają WCDMA[11]. TD-SCDMA stał się ogólnoświatowym standardem wspieranym przez 3GPP i nie wyklucza się, że użyją go także operatorzy spoza Chin.
- standard WiMAX opracowany przez WiMAX Forum. Najbardziej rozpowszechniona wersja tego standardu – 812.16d (nazywana także „fixed WiMAX”) nie zapewnia pełnej mobilności użytkownika. Rozwijane są specyfikacje dla wersji 812.16e (nazywana także „mobile WiMAX”), która zapewnia mobilność terminalu znaną z systemów GSM lub UMTS, ale prace nad pełnym wdrożeniem tego typu systemów opóźniały się. Według firmy analitycznej Juniper Research, w roku 2014, można spodziewać się około 50 milionów subskrypcji na usługi bazujące na tego typu dostępie radiowym[12], co jest względnie niedużą liczba w porównaniu z obecną bazą abonentów używających WCDMA. Miguelem Marin, dyrektor ds. technicznych w Polkomtelu w wywiadzie przeprowadzonym pod koniec 2008 r. przez tygodnik Computerworld przyznał[13]: „WiMAX stracił swoją szansę. Od kilku lat mówi się o tej technologii, ale jak dotąd nie widać dużych inwestycji”.

### Przyszłość techniki WCDMA
Obecnie, większość sieci komórkowych jest zbudowana na bazie systemów 2G. Najpopularniejszy z nich – GSM obsługuje 80% subskrypcji na całym świecie. Naturalną drogą ewolucji tego systemu do standardów 3G okazał się UMTS wraz z techniką WCDMA jako sposobem dostępu do sieci radiowej. Ocenia się, że wraz ze zwiększaniem pokrycia obszarów na których oferowane są usługi UMTS, znaczenie systemów typu GSM będzie maleć, a używane przez nie częstotliwości będą wykorzystywane przez nowsze techniki, w większości WCDMA. W tym celu zmieniono np. dyrektywę 87/372/EWG Parlamentu Europejskiego, która na całym obszarze Unii Europejskiej rezerwowała częstotliwości w paśmie około 900 MHz dla potrzeb GSM (GSM 900). Obecnie będą mogły być także wykorzystywane przez sieci UMTS (tzw. standard UMTS900).
Ewolucja w telekomunikacji jest procesem ciągłym, opracowywany jest nowy standard telefonii komórkowej – Long Term Evolution (LTE). W roku 2010 spodziewane są pierwsze, próbne wdrożenia tego systemu. W następnych latach, operatorzy i dostawcy infrastruktury będą uruchamiać pierwsze komercyjne usługi bazujące na tym standardzie, rozwiązywać problemy pojawiające się zwykle w pierwszej fazie wdrożeń, rozwijać obszar pokryty przez sieć radiową. W tym czasie systemy oparte na technice WCDMA będą cały czas rozwijane i umożliwią oferowanie usług dla coraz większej liczby abonentów. W przyszłości umożliwi to ciągłość usług oferowanych dla użytkowników LTE na obszarach, gdzie ten nowy standard nie będzie jeszcze dostępny. W dłuższej perspektywie systemy WCDMA podzielą los dzisiejszego standardu GSM, będą zastępowane sukcesywnie przez bardziej zaawansowanie technicznie rozwiązania.

## Opis transmisji

Transmisję w sieci radiowej, w której dostęp do realizuje się za pomocą techniki WCDMA można przedstawić na podstawie kilku warstw:

### Dane
Terminal lub stacja bazowa ma za zadanie wyemitować dane użytkownika oraz informacje używane przez sieć do kontroli połączenia.
- Dane użytkownika zawierają np. informacje przesyłane z/do sieci związane z przeglądaniem stron WWW, ściąganiem plików, rozmowa, wideo rozmową, smsami itp. Dodatkowo, mogą zawierać informacje związane z protokołem PDCP (Packet Data Convergence Protocol) używanym do kompresowania danych, które będą później przesyłane dzięki komutacji pakietów, oraz z protokołem BMC (Broadcast Multicast Control Protocol) używanym do tzw. broadcastu krótkich wiadomości tekstowych do wszystkich użytkowników znajdujących się w zasięgu danej stacji bazowej.
- Dane dzięki którym sieć radiowa kontroluje połączenie przesyłane są na bazie protokołu RRC (Radio Resource Control). Są one związane np. z zestawianiem połączenia, przesyłaniem informacji związanych z pomiarami jakości transmisji (tak by sieć mogła dostosowywać jej parametry do zmieniających się warunków), z handoverem i innymi procedurami charakterystycznymi dla sieci radiowej. Protokół RRC ma wpływ także na inne procedury obsługiwane bezpośrednio przez protokoły warstw niższych.

### Radio Link Control
W warstwie RLC (ang. Radio Link Control Protocol) dokonuje się segmentacji danych z warstwy wyższej na bloki informacji, które będą transmitowane w sieci radiowej (oraz dokonuje się desegmentacji informacji dostarczonej drogą radiową na pakiety, które będą transmitowane poprzez sieć szkieletową). W tej warstwie dokonuje się też sprawdzenia integralności przesyłanych danych, korekcji błędów i związanej z nimi retransmisji. RLC odpowiada też za dostarczanie pakietów do warstwy wyższej w odpowiedniej kolejności.

### Kanały logiczne
Usługi warstwy MAC (opisanej poniżej) są oferowane poprzez tzw. kanały logiczne (ang. logical channels). Kanały logiczne można podzielić na
- kanały sterujące (ang. control channels) – kanały używane do przesyłania komunikatów sygnalizacyjnych, używane do zarządzania poprawną współpracą między terminalem i siecią radiową,
- kanały ruchowe (ang. traffic channels) – kanały używane do przesyłania danych do/od użytkownika.

Do kanałów sterujących należą:
- BCCH (ang. Broadcast Control Channel, „rozsiewczy kanał sterujący”) – kanał na którym stacja bazowa emituje cały czas informacje o parametrach sieci radiowej, które mogą być użyte przez terminale.
- PCCH (ang. Paging Control Channel, „przywoławczy kanał sterujący”) – kanał na którym stacja bazowa wysyła informacje o połączeniu, które ma być zestawione do terminala znajdującego się w jej zasięgu.
- DCCH (ang. Dedicated Control Channel, „dedykowany kanał sterujący”) – kanał utworzony na czas połączenia, ustanowiony pomiędzy konkretnym terminalem a RNC (ang. Radio Network Controller). W tym kanale przeprowadzana jest wymiana danych (w obu kierunkach) związana z pomiarami jakości połączenia, procedura handoveru itp.
- CCCH (ang. Common Control Channel, „wspólny kanał sterujący”) – kanał na którym (w obu kierunkach) następuje wymiana informacji pomiędzy siecią a terminalem podczas zestawiania połączenia.

Do kanałów ruchowych należą:
- DTCH (ang. Dedicated Traffic Channel, „dedykowany kanał ruchowy”) – kanał ustanowiony pomiędzy siecią a konkretnym terminalem na czas połączenia. Wymiana danych odbywa się w nim w obu kierunkach.
- CTCH (ang. Common Traffic Channel, „wspólny kanał ruchowy”) – kanał na którym odbywa się przesyłanie informacji transmitowanej przez stację bazową do wszystkich terminali (lub pewnej grupy terminali) znajdujących się na kontrolowanym przez nią terenie (np. usługa SMS broadcast).

### Media Access Control
W warstwie MAC (ang. Media Access Controll) odpowiednim kanałom logicznym przypisuje się kanały transportowe, które są interfejsem warstwy fizycznej. Do głównych zadań warstwy MAC można zaliczyć:
- selekcja właściwego formatu transportowego dla każdego kanału transportowego w zależności od charakteru danych, które mają być transmitowane
- identyfikacja danych pochodzących od poszczególnych terminali we wspólnym kanale transportowym poprzez dodanie odpowiedniego identyfikatora w nagłówku MAC dołączanym do pakietów przekazywanych do warstwy fizycznej.
- multiplexing/demultiplexing danych należących do wyższych warstw do/z bloków transportowych dostarczanych do/z warstwy fizycznej poprzez kanały transportowe.
- Monitorowanie natężenia ruchu w kanałach transportowych i wysyłanie informacji pomiarowych do warstw wyższych (informacje te są wykorzystywane przez protokół RRC do sterowania ilością danych wysyłanych na poszczególne kanały transportowe).

### Kanały transportowe
Kanały transportowe są interfejsem warstwy fizycznej. Informacja trafia do nich z warstw wyższych poprzez kanały logiczne w postaci bloków transportowych, które następnie są przesyłane drogą radiową (następuje też proces odwrotny, informacja z sieci radiowej w postaci bloków transportowych trafia poprzez kanały transportowe do kanałów logicznych, na bazie których dochodzi do jej dalszego przetworzenia). Każdy z kanałów transportowych określa sposób w jaki dane mają być przesyłane drogą radiowa: np. kierunek transmisji (uplink lub downlink), przepustowość, dopuszczalną stopę błędów i inne. Dzięki temu łatwiej jest zarządzać realizacja transmisji z zadanym QoS, priorytetem itp.
Istnieje wiele rodzajów kanałów transportowych, dodatkowo różne kanały tego samego typu mogą mieć przypisane różne parametry związane z transmisja.
|  |  | Aby zapoznać się ze wszystkimi kanałami transportowymi definiowanymi przez specyfikacje 3GPP oraz szczegółami związanymi z przypisaniem poszczególnych kanałów transportowych do kanałów fizycznych i logicznych zobacz artykuł Kanały logiczne, transportowe i fizyczne używane w UMTS. |

### Warstwa fizyczna
W warstwie fizycznej transmisja odbywa się w 10 ms ramkach (lub w ramkach których czas przesyłania jest wielokrotnością 10 ms). Ilość danych użytkownika w konkretnej ramce zależy od raportowanych przez terminal warunków transmisji (stosowane jest to szczególnie dla transmisji pakietowej), w ten sposób przepływność związana z danym połączeniem może być dostosowywana dynamicznie do warunków propagacji sygnału. Dane które mają być przesyłane przez sieć radiową są rozpraszane na całe dostępne pasmo o szerokości około 5 MHz, i dodatkowo przetworzone za pomocą specjalnych ciągów skramblujących, dzięki czemu odbiornik będzie mógł wyodrębnić tę konkretną transmisję ze wspólnego kanału radiowego. Sekwencja wynikowa (dane użytkownika przetworzone za pomocą ciągów rozpraszających i skramblujacych) jest modulowana za pomocą modulacji QPSK i przesyłana z szybkością 3,84 Mchip/s w sieci radiowej.

#### Kanały fizyczne
Poszczególne kanały transportowe są przypisywane do kanałów fizycznych. W danej komórce (ang. cell), lub jej sektorze jest zazwyczaj jeden wspólny kanał fizyczny dla transmisji danych które będą podlegały komutacji pakietów w sieci szkieletowej (np. pliki ściągane z internetu) oraz kanały fizyczne dedykowane poszczególnym połączeniom głosowym w obrębie danej stacji bazowej. Dodatkowo istnieją np. kanały fizyczne, które mogą być używane do rozgłaszania informacji przez sieć (np. żądanie zgłoszenia się konkretnego terminala), lub wspólny kanał, którego używają terminale do zainicjowania połączenia.
|  |  | Aby poznać wszystkie rodzaje kanałów fizycznych i sposób w jaki przypisane są do kanałów transportowych zobacz artykuł Kanały logiczne, transportowe i fizyczne używane w UMTS. |

Informacja z każdego z tych kanałów, jest osobno kodowana (zobacz następne podrozdziały), modulowana i transmitowana we wspólnym pasmie transmisyjnym o szerokości około 5 MHz.

#### Rozpraszanie transmisji we wspólnym kanale radiowym
Aby rozproszyć transmisje w kanałach fizycznych na 5 MHz pasmo stosuje się tzw. ciągi ortogonalne (nazywane także ciągami OVSF, Orthogonal Variable Spreading Factor), które umożliwiają uzyskanie różnych współczynników rozproszenia. Ciągi te powstają jako kolejne gałęzie „drzewa ciągów ortogonalnych” (OVSF code tree) budowanego na zasadzie – z gałęzi na której jest zapisana wartość (c) wyprowadzane są dwie gałęzie z wartościami (c, c) i (c, -c). Poniżej znajduje się rysunek przedstawiający takie drzewo zawierające cztery pierwsze poziomy rozgałęzień, na których znajdują się poszczególne kody.
Do każdej z transmisji w obrębie danej stacji bazowej przypisywany jest jeden z kodów ortogonalnych. Każdy z bitów oryginalnej transmisji (któremu przypisana jest liczba 1 lub -1) mnożony jest przez ten ciąg. Gdy dany ciąg ma długość N bitów (nazywanych w tym przypadku czipami), każdy z bitów oryginalnej transmisji zamieniany jest na N bitów, a pasmo przenoszenia rozpraszane jest na N razy szersze spektrum. Poniżej znajduje się przykład rozpraszania trzech kolejnych bitów (1,-1,-1) danych użytkownika za pomocą ciągu (1,-1,-1,1,-1,1,1,-1) (ciąg c[8,8] znajdujący się na drzewie ciągów ortogonalnych).
Do każdej transmisji w kanale fizycznym o pewnej przepływności (od 7,5 kb/s do 960 kb/s) dostosowuje się kod ortogonalny o takiej długości, aby po przemnożeniu bitów związanych z transmisją przez ten ciąg otrzymać strumień danych o założonej przepływności 3,84 Mbit/s (np. dla transmisji 960 kb/s stosuje się ciąg ortogonalny o długości 4). Należy przy tym zauważyć, że mimo zwiększenia przepływności związanej z transmisją we wspólnym kanale transmisyjnym, nie zwiększa się w ten sposób ilości informacji wysyłanej przez użytkownika. Odbiornik, używając tego samego kodu przypisanego danej transmisji w kanale fizycznym, zamieni strumień danych o przepływności 3,84 Mbit/s na dane transmitowane z początkowa szybkością.

#### Ciągi skramblujące
Ciąg danych przetworzony za pomocą ciągów rozpraszających jest następnie mnożony przez tzw. kody scramblujące (ang. scrambling codes). Używane są do tego celu dwa rodzaje ciągów – Ciągi Golda i ciągi krótkie S(2). Dzięki tej operacji odbiornik, znając użyty kod, może wyodrębnić transmisję związaną z konkretnym nadajnikiem ze wspólnego kanału transmisyjnego. W danej komórce (ang. cell) różnym terminalom nadającym w stronę sieci („w górę”, ang. uplink) przypisane są różne kody skramblujace, różne stacje bazowe pracujące w sąsiadujących ze sobą komórkach (lub anteny stacji bazowej nadające w sąsiadujących ze sobą sektorach) muszą używać innego kodu skramblującego podczas kodowania transmisji w kierunku obsługiwanych przez nie terminali („w dół”, ang. downlink).

#### Modulacja
Dane, które mają być wysyłane przez nadajnik są w poszczególnych kanałach fizycznych przetwarzane za pomocą ciągów rozpraszających i skramblujących. Następnie sekwencje związane z poszczególnymi kanałami fizycznymi są łączone i przesyłane do modulatora gdzie dzięki modulacji QPSK następuje transmisja informacji.

## Procesy zachodzące w sieci radiowej charakterystyczne dla techniki WCDMA

### Kody ortogonalne i skramblujące jako zasoby sieci radiowej
W GSM zasobem radiowym, który może być przyznany terminalowi na czas transmisji jest częstotliwość i znajdująca się na niej szczelina czasowa. W systemach WCDMA wszystkie terminale w komórce (ang. cell) mogą pracować na tej samej częstotliwości (jedna częstotliwość może też być przyznana pracującym koło siebie stacjom bazowym). Zasobem, który sieć radiowa może rozdzielać pomiędzy różne terminale i stacje bazowe, są kody ortogonalne rozpraszające transmisje oraz kody skramblujące dodatkowo wyróżniające je ze wspólnego kanału transmisyjnego.
Kody ortogonalne (opisane w rozdziale Rozpraszanie transmisji we wspólnym kanale radiowym) przydzielane są dla poszczególnych kanałów fizycznych ustanowionych dla poszczególnych transmisji. Konkretne kody powstają jako wartości z drzewa OVSF (przedstawionym tu). Ich długość dla transmisji w kierunku sieci może być dobierana w granicach od 4 do 256 bitów, w kierunku terminala od 4 do 512 bitów. Czym większa przepływność w danym kanale fizycznym, tym krótszy kod musi być wybrany, aby rozproszyć ją na ok. 5 MHz spektrum i zamienić na transmisję z szybkością 3,84 Mchipa obowiązującą w technice WCDMA. Wybór kodów nie może być jednak przypadkowy. Gdy jakiś kod ze struktury OVSF zostanie wybrany dla konkretnej transmisji, nie można w tym czasie używać już kodów będących powyżej lub poniżej jego w strukturze. Np. wybranie kodu C(8,1) blokuje kody C(16,1), C(16,2) oraz C(4,1). Gdy transmisja zakończy się, kod wróci do puli wolnych kodów i wymienione wcześniej kody zostaną odblokowane. Część kodów jest zarezerwowana np. dla kanałów fizycznych przenoszących informacje o systemie, o próbie zestawienia połączenia przez sieć, lub służących do zainicjowania połączenia przez terminal. Reszta kodów jest przydzielana dynamicznie dla aktywnych połączeń. Logika związana z optymalnym gospodarowaniem kodami zaimplementowana jest w Kontrolerze Sieci Radiowej (kontrolującym zazwyczaj kilkaset stacji bazowych).
Kody skramblujące (opisane w rozdziale Ciągi skramblujące) używane są przed wysłaniem sygnału w celu nadania mu cech, które wyróżnia go ze wspólnego kanału transmisyjnego. Jest kilka milionów kodów skrablujących, które mogą być przyznane transmisjom w stronę sieci w danej komórce, więc planowanie zasobów nie jest potrzebne. Dla transmisji ze strony stacji bazowych w kierunku terminali zdefiniowanych jest 512 kodów skramblujących. W poszczególnych, sąsiadujących ze sobą komórkach (ang. cell), kontrolujące je stacje bazowe muszą używać do transmisji różnych kodów, tak aby na obszarze, na którym ich sygnały „nakładają się”, można było odróżnić jego źródło. Dostępne 512 kodów przypisuje się więc poszczególnym stacjom bazowym podczas planowania sieci, tak aby nie powtarzały się w komórkach (ang. cell), które będą blisko siebie.
Istnieje zasadnicza różnica w wykorzystaniu drzewa kodów ortogonalnych pomiędzy transmisją ze stacji bazowej a transmisją z terminala. Podczas transmisji w stronę użytkownika zasoby drzewa kodów ortogonalnych dzielone są pomiędzy transmisje do poszczególnych terminali na obszarze danej komórki. Podczas transmisji w stronę stacji bazowej, każdy terminal wykorzystuje własne drzewo ortogonalne i może poszczególnym równoczesnym transmisjom (np. związanym z przesyłaniem głosu, danych, raportów pomiarowych związanych z jakością odbieranego sygnału) przydzielać odpowiednie kody niezależnie od kodów przyznanych przez inne terminale w danej komórce. Poszczególne transmisje rozróżniane będą dzięki unikalnym kodom skramblującym. Wykorzystanie kodów ortogonalnych i skramblujących przedstawione jest w poniższej tabelce:
|          | Kody ortogonalne | Kody skramblujące                                                                                   |
| -------- | --- | --------------------------------------------------------------------------------------------------- |
| Uplink   | Rozpraszanie sygnału na ok. 5 MHz widmo. Separacja transmisji z jednego terminala powiązanych z 1) danymi, 2) raportami pomiarów jakości sygnału. | Wyróżnianie sygnału związanego z poszczególnymi terminalami.                                        |
| Downlink | Rozpraszanie sygnału na ok. 5 MHz widmo. Separacja połączeń do różnych użytkowników w obrębie jednej komórki.                                     | Wyróżnianie sygnału emitowanego przez anteny w poszczególnych komórkach (sektorach stacji bazowej). |

### Soft/softer handover

Soft handover

Softer handover

Handover, to proces przydzielania nowych zasobów radiowych dla aktywnego połączenia. Zwykle powodem, dla którego jest on wykonywany, jest pogorszenie się warunków propagacji sygnału (np. terminal oddala się od stacji bazowej) lub przeciążenie sieci w danej komórce (ang. cell). Procedura handoveru jest zaimplementowana we wszystkich systemach 2G i 3G, w większości sieci (np. w budowanych w standardzie GSM) wiąże się zazwyczaj ze zmianą częstotliwości, na której odbywa się transmisja. W tym przypadku terminal zrywa połączenie ze stacją bazową, z którą nawiązał transmisję (lub z anteną obsługującą dany sektor stacji bazowej) i nawiązuje połączenie z inną stacją bazową (lub z anteną starej stacji bazowej obsługującą inny sektor).
W systemach WCDMA przełączanie się pomiędzy częstotliwościami (tzw. hard handover) również jest zaimplementowane, jednak główny nacisk położono na możliwość (wynikająca ze specyfiki techniki WCDMA) przyznawania nowych zasobów radiowych w obrębie tych samych częstotliwości – „soft/softer handover”.
Soft handover wykonywany jest, gdy terminal znajdzie się na obszarze pokrytym przez co najmniej dwie komórki (ang. cell) kontrolowane przez różne stacje bazowe (w specyfikacji UMTS nazywane Node B).
- Załóżmy, że terminal rozpoczął rozmowę w Komórce 1. Otrzymuje informacje o przydzielonych na czas transmisji kodach ortogonalnych i skramblujących, zna też kody skramblujące stacji bazowej, tak aby odróżnić jej sygnał na tle sygnałów z innych stacji.
- Gdy znajdzie się na obszarze należącym do obu komórek (gdzie Komórka 2 kontrolowana jest przez inną stację bazową), może nastąpić soft handover. Terminalowi zostaną przyznane kody ortogonalne i skramblujące związane z transmisja pomiędzy nim a drugą stacją bazową, otrzyma także informacje o używanym przez nią kodzie skramblującym, dzięki czemu odróżni jej sygnał.
- Dopóki terminal nie opuści obszaru należącego do obu komórek, transmisja będzie prowadzona przez obie stacje bazowe na tej samej częstotliwości. Terminal rozróżnia sygnały z obu stacji bazowych, ponieważ posługują się one różnymi kodami skramblującymi.
- Transmisja ze stacji bazowych dociera do terminala, sygnały od każdej z nich są podczas przetwarzania korelowane, tak aby zgadzały się w fazie (mogą przyjść opóźnione względem siebie), po czym są demodulowane. Po zsumowaniu powstały dzięki temu sygnał staje się wzmocniony i jest lepszej jakości. Transmisje z terminala docierają do stacji bazowych, a każda z nich rozpozna „przeznaczony dla siebie” sygnał, ponieważ niezależnie przyznały terminalowi odpowiednie kody skramblujące. Obie transmisje są przesyłane do RNC, który na podstawie odpowiednich sum kontrolnych będzie wybierał lepsze ramki danych i przesyłał je do sieci szkieletowej.

Softer handover wykonywany jest, gdy terminal znajdzie się na obszarze pokrytym przez dwa sektory tej samej stacji bazowej. Anteny stacji bazowej kontrolujące poszczególne sektory są traktowane jak oddzielne stacje bazowe opisane w przykładzie związanym z soft handover. Każda z nich używa do transmisji osobnego kodu skramblującego, terminal transmituje sygnał dwukrotnie, używając kodów ortogonalnych i skramblujących, które zostaną wykorzystane przez poszczególne anteny do rozpoznania i zdekodowana sygnału. Podstawowa różnica jest taka, ze obie anteny są obsługiwane przez jedną stację bazową, sygnał z terminala docierający do nich zostanie w niej wzmocniony i przetworzony po czym przesłany do RNC.
W obu przypadkach (soft i softer), gdy sygnał z jednego ze źródeł stanie się niewystarczająco silny (lub jakość sygnału pogorszy się), terminal zakończy transmisję do danej stacji bazowej (lub anteny obsługującej dany sektor) utrzymując cały czas połączenie z drugą. Może się jednak zdarzyć, że przez większość czasu przypadającego na aktywne połączenie będzie współpracował z więcej niż jednym źródłem sygnału w sieci radiowej, w tym przypadku handover nie jest wykonywany dla terminala, który opuszcza daną komórkę, ale w celu polepszenia jakości połączenia. Funkcjonalność ta może pogorszyć pojemność sieci (ponieważ zasoby muszą być przypisane w obu komórkach), ale pozostaje zysk związany z poprawiona jakości transmisji. Okazuje się, że soft handover wykonywany jest podczas 20–40%, a softer handover podczas 5–15% połączeń.